# Іфігенела колючконога
Іфігенела колючконога (Iphigenella acanthopoda) — вид ракоподібних родини іфігенелових (Iphigenellidae) ряду бокоплавів (Amphipoda). Один із 3-х видів роду у фауні світу та України. Понто-каспійський ендемік. Раритетний вид, занесений до Червоної книги України та інших природоохоронних документів.

## Опис
Довжина тіла до 9 мм. Антени II помітно коротші ніж антени I. Проподус у гнатоподів I більший ніж у гнатоподів II. Переоподи I—V мають напівклешні. I—III сегменти уросоми несуть три групи шипів.

## Поширення
Понто-каспійський ендемік. Водиться в пониззі Дунаю, Дністра, Південного Бугу, (до міста Вознесенська Миколаївської області), у середній течії річки Берди (басейн Азовського моря), а також у Дністровському i Дніпровсько-Бузькому лиманах та Кучурганському водосховищі. Ареал охоплює також басейн Каспійського моря.

## Місця перебування
Прісноводні та солонувато-водні ділянки лиманів, дельт і пониззя річок. Основний біотоп — мулисто-піщаний, зустрічається також у мулисто-гальковому та глинисто-піщаному біотопах.
Чисельність незначна і складає 1—3 особини на 1 м² дна. Основними причинами зниження чисельності є забруднення води та абразія берегів.

## Особливості біології
Олігогалінно-прісноводний вид, здатний витримувати значні коливання температури середовища (евритермний). Тримається, як правило, біля берегів водойм . Коменсал річкового рака вузькопалого Astacus leptodactylus.

## Охорона
У межах ареалу спостерігається тенденція до зниження чисельності популяції виду і тому в ряді регіонів він потребує охорони. Так, іфігенела колючконога занесена до Червоної книги України (охоронна категорія: зникаючий вид), а також міжнародних природоохоронних документів, зокрема до Червоної книги Чорного моря (вразливий вид на світовому рівні).
Для збереження та відновлення природних популяцій виду слід докладніше вивчити особливості його біології, взяти під охорону (заповідати) характерні для нього біотопи).